# Síndrome de Lady Windermere
Infecção por Mycobacterium avium-intracellulare (MAI) ou Síndrome de Lady Windermere é uma infecção pulmonar bacteriana causada por um complexo de bactérias oportunistas Mycobacterium avium e Mycobacterium intracellulare que afeta principalmente imunodeprimidos. Afeta 4 mulheres para cada homem afetado, sendo mais comum após os 50 anos ou em crianças com menos de 4 anos. 

## Causas
Mycobacterium avium e Mycobacterium intracellulare são ubíquas no ambiente, ou seja, podem ser encontradas por todo o mundo na água doce ou salgada, no solo, em matéria orgânica e em diversos animais. Podem ser ingerido ou inalado. Em imunodeprimidos, como recém-nascidos e idosos, pode se espalhar pelos vasos linfáticos e pela corrente sanguínea afetando fígado, baço e medula óssea. Não são distinguíveis de bacilos Mycobacterium tuberculosis em um exame com baciloscópico, é necessário cultivá-los para diferenciar-los.

## Sinais e sintomas
Em casos graduais (insidiosos) os sintomas são:
- Tosse persistente com ou sem sangue
- Muito catarro,
- Dificuldade para respirar,
- Ruídos pulmonares,
- Febre,
- Suor noturno,
- Fadiga,
- Perda de peso

Quando associado a AIDS os sintomas incluem também linfadenopatias generalizadas, hepatoesplenomegalia (fígado e baço inchados), diarreia, palidez e manchas pelo corpo. Já em crianças, aparece com linfadenite que pode melhorar mesmo sem tratamento antibiótico.

## Etimologia
Lady Windermere, é a protagonista da peça de Oscar Wilde escrita em 1892, "O leque de Lady Windermere".  Porém em nenhum momento da peça ela demonstra qualquer sinal de doença, de modo que infecção por MAI 

## Tratamento
O tratamento medicamentoso é feito com uma combinação de três antibióticos anti-tuberculose por seis meses dentre: rifampicina, rifabutina, ciprofloxacina, amicacina, etambutol, estreptomicina, claritromicina ou azitromicina.